# George O'Neill
George O'Neill (Port Glasgow, 26 luglio 1942) è un allenatore di calcio ed ex calciatore scozzese naturalizzato statunitense, di ruolo centrocampista.

## Carriera

### Calciatore

#### Club
Formatosi nel Greenock Morton, nel 1963 passò al Celtic senza però mai esordire.
Nei due anni seguenti giocò con gli inglesi del Barrow ed in patria con l'Ayr Utd e il Dunoon Athletic.
Dal 1966 al 1970 gioca nella massima serie scozzese in forza al Partick Thistle, retrocedendo nella serie cadetta al termine della Scottish Division One 1969-1970.
Nella stagione 1970-1971 torna al Greenock Morton, ottenendo l'ottavo posto finale.
Nella stagione 1971-1972 passa al Dunfermline, con cui retrocede in cadetteria.
Dopo una breve militanza nel St. Mirren, viene ingaggiato dalla neonata franchigia statunitense dei Philadelphia Atoms, con cui si aggiudica la North American Soccer League 1973, battendo in finale, giocata da titolare, per 2-0 i Dallas Tornado.
Rimarrà in forza agli Atoms sino al 1976, non ottenendo altri risultati di rilievo.
O'Neill fu tra i protagonisti dell'evento che determinò successo dell'indoor soccer negli Stati Uniti, ovvero la tournée effettuata dalla selezione di calcio dell'Armata Rossa sovietica che, nel febbraio 1974 affrontò dapprima una selezione All-Star della NASL e poi i campioni in carica NASL del Philadelphia Atoms. Nonostante le sconfitte subite, il successo di pubblico e di critica indusse la NASL a creare un vero e proprio campionato indoor per le stagioni 1975 e 1976.

### Nazionale
Naturalizzato statunitense, O'Neill ha giocato nel 1973 due incontri amichevoli contro Haiti nella nazionale di calcio degli Stati Uniti d'America.

### Allenatore
Dal 1978 al 1980 allena i Philadelphia Fever nella MISL. Nel 1980 è assistente di Eddie Firmani al Philadelphia Fury.
Allenò a vario livello nell'area della Pennsylvania, per poi guidare dal 1993 al 1997, dapprima ad interim e poi come allenatore titolare della selezione calcistica dell'università della Pennsylvania.

## Statistiche

### Cronologia presenze e reti in Nazionale
| Cronologia completa delle presenze e delle reti in nazionale ― Stati Uniti | Cronologia completa delle presenze e delle reti in nazionale ― Stati Uniti | Cronologia completa delle presenze e delle reti in nazionale ― Stati Uniti | Cronologia completa delle presenze e delle reti in nazionale ― Stati Uniti | Cronologia completa delle presenze e delle reti in nazionale ― Stati Uniti | Cronologia completa delle presenze e delle reti in nazionale ― Stati Uniti | Cronologia completa delle presenze e delle reti in nazionale ― Stati Uniti | Cronologia completa delle presenze e delle reti in nazionale ― Stati Uniti |
| Data                                                                       | Città                                                                      | In casa                                                                    | Risultato                                                                  | Ospiti                                                                     | Competizione                                                               | Reti                                                                       | Note                                                                       |
| -------------------------------------------------------------------------- | -------------------------------------------------------------------------- | -------------------------------------------------------------------------- | -------------------------------------------------------------------------- | -------------------------------------------------------------------------- | -------------------------------------------------------------------------- | -------------------------------------------------------------------------- | -------------------------------------------------------------------------- |
| 3-11-1973                                                                  | Port-au-Prince                                                             | Haiti                                                                      | 1 – 0                                                                      | Stati Uniti                                                                | Amichevole                                                                 | -                                                                          |                                                                            |
| 5-11-1973                                                                  | Port-au-Prince                                                             | Haiti                                                                      | 1 – 0                                                                      | Stati Uniti                                                                | Amichevole                                                                 | -                                                                          |                                                                            |
| Totale                                                                     |                                                                            | Presenze                                                                   | 2                                                                          |                                                                            | Reti                                                                       | 0                                                                          |                                                                            |

## Palmarès

### Competizioni nazionali
- North American Soccer League: 1

Philadelphia Atoms: 1973